# Левиатов, Юлий Георгиевич
Левиатов Юлий Георгиевич (21 января 1915, Кривой Рог, Херсонская губерния — 12 апреля 2005, Сарапул, Удмуртия) — советский промышленный деятель, организатор производства. Директор Сарапульского электрогенераторного завода (1959—1982).

## Биография
Родился 21 января 1915 года в местечке Кривой Рог.
В 1933 году окончил школу ФЗУ и начал трудовую деятельность слесарем-механиком.
В 1941 году окончил Московский энергетический институт. Работал на заводах Министерства авиационной промышленности в Москве и Кирове. Член ВКП(б) с 1944 года. 
С 1942 года начал работать на Сарапульском электрогенераторном заводе — инженер-конструктор, начальник цеха, главный технолог, главный инженер, в 1959—1982 годах — директор.
Внёс вклад в освоение серийного производства генераторов для штурмовиков П-2, в освоение заготовок и изготовление деталей методом литья в кокиль и центробежного литья венца червячного колеса для электрокар. Разработал ряд испытательных стендов, в т. ч. для динамического испытания роторов электрических генераторов. Под его руководством на СЭГЗ освоено изготовление высокоточного централизованного гидропривода — системы управления рулями космических ракет. Руководил освоением новой авиационной техники, генераторов серии ГТНЖЧ с охлаждением в среде масляного тумана. Завод приступил к серийному выпуску товаров народного потребления. Были внедрены системы автоматизированного управления предприятием, бездефектного изготовления продукции, сетевого планирования подготовки производства.
Принимал активное участие в жизни Сарапула. Помог в открытии детской школы искусств № 2.
Он единственный автор двух изобретений. Принял участие в создании 30 рационализаторских предложений. Депутат Верховного Совета Удмуртской АССР (1980—1984). Председатель Сарапульского городского совета ветеранов войны и труда.
Умер 12 апреля 2005 года в Сарапуле.

## Награды
- Почётный авиастроитель СССР;

- Почётный гражданин города Сарапула (1980) — за большие заслуги в социально-экономическое развитии города, за плодотворную производственную и общественно-политическую деятельность;
- орден Ленина (1971);
- орден Трудового Красного Знамени (1966);
- медаль «Ветеран труда».

## Память
- Именем названа улица в Сарапуле[3];
- Памятная доска на административном здании Сарапульского электрогенераторного завода[4].